# IPhone 7
iPhone 7 a iPhone 7 Plus jsou chytré mobilní telefony navržené a vyráběné americkou společností Apple. Jedná se o desátou generace řady smartphonů iPhone, přičemž nahrazují devátou generaci, tedy iPhone 6s a iPhone 6s Plus. Celkový design iPhonu 7 je podobný iPhonu 6 a iPhonu 6S. Avšak byla přidána odolnost proti vodě a prachu, bylo změněno domovské tlačítko a byly odstraněny ze zad telefonu pásky sloužící pro anténu. Byl také kontroverzně odstraněn 3,5mm Jack konektor. Vnitřek smarphonu prošel také změnou – byl vyměněn čip za Apple A10 a byly vylepšeny systémy pro fotoaparát.
iPhone 7 a iPhone 7 Plus byly oznámeny 7. září 2016 v Bill Graham Civic Auditoriu v San Franciscu generálním ředitelem společnosti Timem Cookem. Do prodeje se dostaly 16. září 2016, v Česku o týden později, 23. září, jako nástupce mobilů iPhone 6 a 6 Plus, iPhone 6s a 6S Plus. Oba dva typy byly staženy o téměř tři roky později, 10. září 2019, s příchodem iPhonu 11 a 11 Pro.

## Historie
Ještě před oznámením si iPhone 7 získal značnou pozornost médií, a to uniklými informacemi o odstranění 3,5mm konektoru pro sluchátka, stereo reproduktorech, 256GB úložišti a větší baterii s kapacitou 3 100 mAh.
29. srpna 2016 byly novinářům rozeslány pozvánky na tiskovou akci v Bill Graham Civic Auditorium v kalifornském San Franciscu na 7. září 2016, což vyvolalo spekulace o vydání nadcházejícího iPhonu 7. Na této akci byl iPhone 7 a 7 Plus oficiálně představen, přičemž předobjednávky začaly 9. září a dostupný byl 16. září. Ke konci září byl iPhone 7 a 7 Plus také uveden na trh ve 30 nových zemích a další zvětšení mezinárodní distribuce proběhlo v říjnu a listopadu téhož roku. 31. března 2017 byl v návaznosti na investice společnosti Apple do výzkumu a vývoje v Indonésii uveden i lokalizovaný iPhone 7 a 7 Plus.
21. března 2017 společnost představila iPhone 7 s červeným barevným provedením v rámci partnerství se společností Product Red, aby upozornila na svou kampaň na podporu boje proti AIDS. Na trh byl uveden 24. března 2017.
Po oznámení iPhonu 11 a iPhonu 11 Pro 10. září 2019 byly iPhony 7 a 7 Plus, stejně jako iPhone XS a jeho varianta XS Max, staženy z prodeje a odstraněny z webových stránek společnosti Apple. 6. června 2022 společnost Apple na svých webových stránkách oznámila, že iPhone 7 a 7 Plus neobdrží podporu systému iOS 16.

## Specifikace

### Hardware
iPhone 7 a 7 Plus obsahuje 64bitový 4jádrový Apple A10 Fusion s 6jádrovým grafickým čipem. Telefon má tři konfigurace vnitřního úložiště – 32, 128 a 256 GB a pro iPhone 7 pokaždé má 2 GB LPDDR4 operační paměti a pro iPhone 7 Plus pokaždé 3 GB téže paměti. iPhone 7 má stupeň krytí IP67, je prvním oficiálně voděodolným iPhonem, ačkoli při testech došlo po vystavení vodě k poruchám, zejména ke zkreslení reproduktorů.

#### Displej
iPhone 7 je stejně jako předchozí modely k dispozici ve dvou velikostech – s obrazovkou o velikosti 4,7 palce a ve variantě Plus 5,5palcovou obrazovkou. Obě varianty mají shodné rozměry a rozlišení jako iPhone 6s, ale mají širší barevný gamut a vyšší jas. iPhone 7 si zachovává systém 3D Touch na displeji od iPhonu 6S, který funguje na základě velikosti síly tlaku.

#### Domovské tlačítko
Nové domovské tlačítko iPhonu 7 používá kapacitní mechanismus, nikoli fyzické tlačítko jako u předchozích modelů, což znamená, že k ovládání zařízení je nutný přímý kontakt s pokožkou a tlačítko je také citlivé na velikost tlaku. Fyzickou zpětnou vazbu zajišťuje Taptic Engine.

#### Kamery
iPhone 7 je vybaven 12Mpix zadním fotoaparátem s rozšířenou clonou oproti předchozím modelům na ƒ/1,8 a čtyřmi LED pro blesk „True Tone“. iPhone 7 je také vybaven optickou stabilizací obrazu, která byla dříve exkluzivní pro modely Plus. Model iPhone 7 Plus obsahuje navíc druhý 12Mpix teleobjektiv, s nímž lze dosáhnout 2× optického zoomu a až 10× digitálního zoomu; má clonu ƒ/2,8 a postrádá optickou stabilizaci obrazu. Přední fotoaparát byl vylepšen na 7Mpix snímač s automatickou stabilizací obrazu.
Mobilní telefony iPhone 7 a 7 Plus nahrávají video s jednokanálovým monofonním zvukem, ale jsou prvními iPhony, které dokážou předním fotoaparátem nahrávat video v rozlišení 1080p.

#### Baterie
iPhone 7 má baterii s kapacitou 1960 mAh a iPhone 7 Plus má baterii s kapacitou 2 900 mAh.

### Software
iPhone 7 byl původně dodáván s předinstalovaným operačním systémem iOS 10. iPhone 7 Plus získal v aktualizaci softwaru iOS 10.1 exkluzivní režim portrétního fotoaparátu – tento režim fotoaparátu dokáže vytvořit efekt bokeh pomocí analýzy hloubky ostrosti druhého fotoaparátu duálního objektivu v zadní části iPhonu 7 Plus. Podpora operačního systému pro iPhone 7 skončila po vydání systému iOS 15 – iOS 16 už naistalovat nelze.

## Design
Vnější vzhled iPhonu 7 je tvarem podobný iPhonu 6 a iPhonu 6S, až na výstup u zadního fotoaparátu, který je u iPhonu 7 větší a domovského tlačítka, které není tolik zapuštěné, protože již nelze zmáčknout, pouze zaznamenává, když ho uživatel chce zmáčknout.
Vedle stávajících stříbrné, zlaté a růžově zlaté barvy byl přístroj nabízen také v nových barvách – černé, temně černé a po omezenou dobu i v červené ve spolupráci s Product Red.
| Barva | Název                 |
| ----- | --------------------- |
|       | Černá                 |
|       | Tmavě černá           |
|       | Stříbrná              |
|       | Zlatá                 |
|       | Růžově zlatá          |
|       | Červená (Product Red) |

## Problémy

### Syčivé zvuky
Někteří uživatelé hlásili podivný syčivý zvuk při intenzivním používání telefonu. CNET jej popisuje jako „slabé bzučení a hučení vycházející ze zadní strany“. Daily Telegraph spekuloval, že zdrojem hluku je nový procesor A10 Fusion v iPhonu 7, a odkazuje na tweety, které syčivý zvuk telefonu přirovnávají k hlasitému točení ventilátorů na Macu.

### Rozdíly ve výkonu
Deník Guardian v říjnu 2016 uvedl, že testy úložiště provedené společnostmi Unbox Therapy a GSMArena ukázaly, že 32GB iPhone 7 je výrazně pomalejší než verze s 128 a 256 GB – u modelu iPhone 7 s kapacitou 128 GB byla naměřena rychlost zápisu dat 341 MB/s oproti 42 MB/s u modelu s kapacitou 32 GB. Testy na připojení k síti provedené v říjnu 2016 společností Cellular Insights ukázaly, že modely s číslem A1660 a A1661, s modemy Qualcomm, mají výraznou výkonnostní výhodu oproti modelům A1778 a A1784 s modemy Intel. Testy modemů také zjistily, že u verze Qualcomm byla vypnuta schopnost využívat Ultra HD Voice, pravděpodobně proto, aby se vyrovnaly podmínky mezi variantami Qualcomm a Intel.
Agentura Bloomberg v listopadu 2016 uvedla, že testy ze společností Twin Prime a Cellular Insights ukázaly, že oba modemy fungují v některých amerických mobilních sítích podobně, přestože jeden z modemů je technicky schopen rychlejšího připojení. Tehdejší mluvčí společnosti Apple Trudy Mullerová sdělila, že „každý iPhone 7 a iPhone 7 Plus splňuje nebo překračuje všechny standardy bezdrátového výkonu, metriky kvality a testování spolehlivosti společnosti Apple.“

### Výměna domovského tlačítka
V iPhonu 7 a 7 Plus vyměnila společnost Apple softwarový zámek, který zabraňuje pokusům o výměnu domovského tlačítka „podomácku“. Uživatelé nyní musí kvůli opravě zajít do obchodu Apple Store, kde je nutná rekalibrace tlačítka.

### Chybějící připojení k mobilní službě
Některá zařízení iPhone 7 s modelovými čísly A1660, A1779 a A1780 trpí problémem, kdy zobrazují zprávu „No service“, i když je mobilní příjem dostupný. Společnost Apple tato zařízení bezplatně opravovala do čtyř let od vydání mobilu.